# 利曼 (舊別利斯克區)
49°20′42″N 38°56′56″E / 49.34500°N 38.94889°E
利曼（烏克蘭語：Лиман）是位於烏克蘭東部的村莊，由盧甘斯克州舊比利斯克區的舊比利斯克市鎮負責管轄。該村始建於1755年，面積5.5平方公里，海拔高度62米，2001年人口1,962，人口密度每平方公里356.8人。